# Code::Blocks
Code::Blocks je svobodné multiplatformní vývojové prostředí zaměřené na programovací jazyky C a C++.
Je vyvíjeno v C++ s využitím toolkitu wxWidgets. První verze Code::Blocks byla zveřejněna v roce 2004, první stabilní verze vyšla 28. února 2008 pod označením 8.02. Vedle oficiálně vydávaných verzí pro Windows, Linux a macOS se podařilo uživatelům zprovoznit sestavení pod FreeBSD (kde měl ale v roce 2007 program stále UI problémy).
Code::Blocks podporuje využití více překladačů (GCC / MinGW, Microsoft Visual C++, Watcom, Borland C++ a další). Je možno importovat projekty z Dev-C++ a Microsoft Visual C++.
Textový editor je založen na komponentě Scintilla a umožňuje:
- zvýrazňování syntaxe
- dokončování kódu
- class browser
- skrývání částí kódu (code folding)

Možnosti programu lze rozšířit pomocí pluginů, mezi něž patří například wxSmith, nástroj pro vývoj uživatelského rozhraní (RAD) pro wxWidgets, automatické verzování, statistika kódu, využití ladicího nástroje Valgrind či nástroje pro formátování a vkládání kódu.